# Литовченко, Мария Тимофеевна (скульптор)
Мария Тимофеевна Литовченко (27 ноября 1917, Юзовка, УНР — 3 апреля 2003, Санкт-Петербург) — советский и российский скульптор-монументалист. Член-корреспондент РАХ (1996). Народный художник РФ (1997). Член СХ СССР (1970), СХ РСФСР (1969) и ЛСХ (1946).

## Биография
Родилась 27 ноября 1917 года в городе Юзовка, Екатеринославской губернии.
В 1924 году семья М. Т. Литовченко переехала в Ленинград. С 1934 по 1936 годы обучалась в Ленинградском художественном училище имени В. А. Серова.
С 1937 по 1946 годы М. Т. Литовченко обучалась на скульптурном факультете в Ленинградском институте живописи, скульптуры и архитектуры имени И. Е. Репина, её преподавателями были В. А. Синайский и А. Т. Матвеев.
В 1946 году за дипломную работу «Балтиец», М. Т. Литовченко была принята в члены, с 1950 года избрана — членом Правления Ленинградского союза художников. С 1950 года М. Т. Литовченко была назначена членом художественных советов Ленинградского музея городской скульптуры и завода бронзового и чугунного литья имени М. Г. Манизера.
С 1969 года М. Т. Литовченко являлась членом СХ РСФСР и членом Центральной комиссии по скульптуре Союза художников РСФСР. С 1970 года М. Т. Литовченко была избрана членом Союза художников СССР.
Среди известных произведений М. Т. Литовченко: памятники — пионеру радиотехники А. С. Попову (Крестовский остров, 1954, вариант — 1973, «Литераторские мостки» Волковского кладбища), поэту В. В. Маяковскому (1967, в наземном вестибюле станции «Маяковская»), архитектору В. П. Стасову (1969), мемориальный комплекс «Малая Хатынь» (1971, мемориальный комплекс в Волосовском районе на территории уничтоженной фашистами деревни Большое Заречье. Посвящён жертвам Великой Отечественной войны), архитектору Б. Ф. Растрелли (1991, в городе Пушкине), поэту Г. Р. Державину (1994), актрисе М. Г. Савиной (1995), «к 300-летию Российского флота» (1996, установлен на Петровской набережной у здания Нахимовского училища), государственному деятелю А. Д. Меншикову (2002, перед Меншиковским дворцом) все в городе Санкт-Петербурге; портреты мастеров искусств — «А. Я. Шелест» (1961), «Н. К. Черкасов» (1965), «Г. А. Товстоногов» (1983), «Ши Лунь» (1991), «Н. К. Симонов» (1994); композиция «Хлеб» (1985).
В 1969 году М. Т. Литовченко было присвоено почётное звание — Заслуженный художник РСФСР, в 1997 году — Народный художник Российской Федерации.
В 1996 году М. Т. Литовченко была избрана членом-корреспондентом Российской академии художеств. В 1995 году М. Т. Литовченко была награждена золотой медалью Российской академии художеств.
Муж — скульптор Михаил Константинович Аникушин.
Умерла 3 апреля 2003 года в Санкт-Петербурге.

## Основные работы

### Памятники
- 1954 год — изобретателю радио А. С. Попову
- 1967 год — поэту В. В. Маяковскому (в наземном вестибюле станции «Маяковская»)
- 1969 год — архитектору В. П. Стасову
- 1971 год — мемориальный комплекс «Малая Хатынь»
- 1991 год — архитектору Б. Ф. Растрелли
- 1994 год — поэту Г. Р. Державину
- 1995 год — актрисе М. Г. Савиной
- 1996 год — «к 300-летию Российского флота» (бронзовая фигура Ники с корабликом в руке на гранитном постаменте)
- 2002 год — государственному деятелю А. Д. Меншикову

### Портреты
- 1961 год — «А. Я. Шелест»
- 1965 год — «Н. К. Черкасов»
- 1983 год — «Г. А. Товстоногов»
- 1991 год — «Ши Лунь»
- 1994 год — «Н. К. Симонов»

### Мемориальные доски
- 1962 год — «Е. П. Корчагина-Александровская»
- 1994 год — «С. К. Сергеев»

## Награды
- Народный художник Российской Федерации (1997)
- Заслуженный художник РСФСР (1969)
- Золотая медаль РАХ (1995)